# 1st
1st — первый мини-альбом финской рок-группы The Rasmus. Первоначально его стали выпускать в конце 1995 года независимым лейблом Teja G. Records, но через несколько месяцев группа подписала договор с лейблом Warner Music Group и вместо ранее запланированного, выпустила EP с ним.

## Об альбоме
«1st» часто описывают как обычный сингл, но поскольку заголовок не является названием какой-либо композиции из альбома «Peep» (где фигурируют все песни мини-альбома), он считается EP. Мини-альбом представлен композициями «Frog», «Funky Jam», «Myself» и «Rakkauslaulu». Все эти песни за исключением «Rakkauslaulu» позднее были выпущены на дебютном альбоме «Peep» 1996 года. Тем не менее, это доступно и на сборном альбоме, названном «Hell of a Collection» (2001 год).
Сам EP не занимал каких-либо значимых мест в чартах, но «Funky Jam» была первой песней, игравшейся по радио. Она также была первой песней, на которую группа сняла видеоклип.

## Участники записи
- Лаури Юлёнен — вокал
- Паули Рантасалми — гитара
- Ээро Хейнонен — бас-гитара
- Янне Хейсканен — барабаны

## Список композиций
| №  | Название       | Длительность |
| -- | -------------- | ------------ |
| 1. | «Frog»         | 2:32         |
| 2. | «Funky Jam»    | 2:11         |
| 3. | «Myself»       | 3:31         |
| 4. | «Rakkauslaulu» | 3:35         |